# 바델 압델카데르 카무구에
바델 압델카데르 카무구에(Wadel Abdelkader Kamougué, 1939년 5월 20일 ~ 2011년 5월 9일)는 1979년 6월 1일을 기하여 차드 육군 소장 예편한 차드의 군인 겸 정치인이다.

## 생애
1958년에 차드 육군 사관후보생 임관한 그는 1979년 차드 육군 소장 예편 이후 차드 부통령 직을 지냈다.